# Йоасін
Йоасін (пол. Joasin) — село в Польщі, у гміні Ізбиця-Куявська Влоцлавського повіту Куявсько-Поморського воєводства.